# Dąbrówka Stara
Dąbrówka Stara (prononciation : [dɔmˈbrufka ˈstara]) est un village polonais de la gmina de Błędów dans le powiat de Grójec de la voïvodie de Mazovie dans le centre-est de la Pologne.
Il se situe à environ 3 kilomètres à l'est de Błędów (siège de la gmina), 13 km au sud-ouest de Grójec (siège du powiat) et à 52 km au sud de Varsovie (capitale de la Pologne).

## Histoire
De 1975 à 1998, le village appartenait administrativement à la voïvodie de Radom.